# Calceolaria densiflora
Calceolaria densiflora är en toffelblomsväxtart som beskrevs av U. Molau. Calceolaria densiflora ingår i släktet toffelblommor, och familjen toffelblomsväxter. Inga underarter finns listade i Catalogue of Life.